# Deutsche Cadre-71/2-Meisterschaft 2023/24

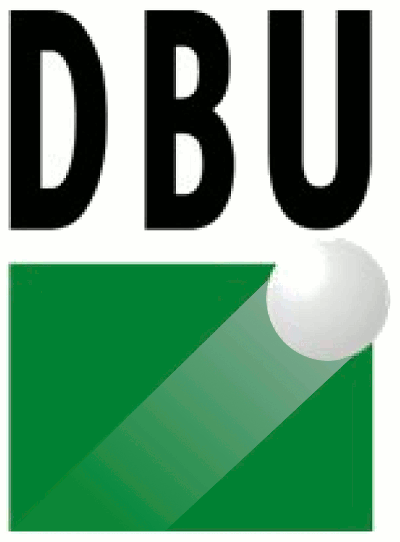
Verbandslogo: DBU

Veranstaltungsort: Herten

Die Deutsche Cadre-71/2-Meisterschaft 2023/24 ist eine Billard-Turnierserie und fand vom 30. Mai bis zum 1. Juni 2024 in Herten zum 73. Mal statt.

## Modus
Gespielt wurde im Round-Robin-Modus bis 150 Punkte oder 15 Aufnahmen.
Die Endplatzierung ergab sich aus folgenden Kriterien:
1. Matchpunkte
2. Generaldurchschnitt (GD)
3. Bester Einzeldurchschnitt (BED)
4. Höchstserie (HS)

## Teilnehmer (nach Ausgangsklassement)

Ausrichter: GT Buer

1. Sven Daske (SCB Langendamm), Titelverteidiger
2. Andre Riethausen (BSC Merzenich) (GD 18,78)
3. Markus Melerski (BC Hilden) (GD 18,00)
4. Roland Gries (SB Horst-Emscher) (GD 12,48)
5. Arnd Riedel (BG Hamburg) (GD 10,68)
6. Christian Pöther (ABC Merklinde) (GD 10,50)

## Turnierverlauf
| Name             | MP  | Pkte | Aufn. | ED    | HS |
| ---------------- | --- | ---- | ----- | ----- | -- |
| 1. Spielrunde    |     |      |       |       |    |
| Sven Daske       | 2:0 | 150  | 12    | 12,50 | 47 |
| Christian Pöther | 0:2 | 92   | 12    | 7,66  | 35 |
| Andre Riethausen | 0:2 | 81   | 8     | 10,12 | 35 |
| Arnd Riedel      | 2:0 | 150  | 8     | 18,75 | 94 |
| Markus Melerski  | 0:2 | 112  | 15    | 7,46  | 24 |
| Roland Gries     | 2:0 | 148  | 15    | 9,86  | 30 |

| Name             | MP  | Pkte | Aufn. | ED    | HS  |
| ---------------- | --- | ---- | ----- | ----- | --- |
| 2. Spielrunde    |     |      |       |       |     |
| Sven Daske       | 2:0 | 150  | 5     | 30,00 | 72  |
| Markus Melerski  | 0:2 | 144  | 5     | 28,80 | 72  |
| Andre Riethausen | 0:2 | 90   | 15    | 6,00  | 16  |
| Roland Gries     | 2:0 | 121  | 15    | 8,06  | 28  |
| Arnd Riedel      | 2:0 | 150  | 3     | 50,00 | 112 |
| Christian Pöther | 0:2 | 43   | 3     | 14,33 | 24  |

| Name             | MP  | Pkte | Aufn. | ED    | HS |
| ---------------- | --- | ---- | ----- | ----- | -- |
| 3. Spielrunde    |     |      |       |       |    |
| Sven Daske       | 2:0 | 150  | 3     | 50,00 | 94 |
| Roland Gries     | 0:2 | 18   | 3     | 6,00  | 15 |
| Andre Riethausen | 0:2 | 87   | 11    | 7,90  | 30 |
| Christian Pöther | 2:0 | 150  | 11    | 13,63 | 76 |
| Markus Melerski  | 0:2 | 77   | 8     | 9,62  | 47 |
| Arnd Riedel      | 2:0 | 150  | 8     | 18,75 | 52 |

| Name             | MP  | Pkte | Aufn. | ED    | HS  |
| ---------------- | --- | ---- | ----- | ----- | --- |
| 4. Spielrunde    |     |      |       |       |     |
| Sven Daske       | 2:0 | 150  | 5     | 30,00 | 43  |
| Andre Riethausen | 0:2 | 8    | 5     | 1,60  | 5   |
| Markus Melerski  | 2:0 | 150  | 4     | 37,50 | 105 |
| Christian Pöther | 0:2 | 44   | 4     | 11,00 | 27  |
| Roland Gries     | 0:2 | 111  | 15    | 7,40  | 48  |
| Arnd Riedel      | 2:0 | 117  | 15    | 7,80  | 34  |

| Name             | MP  | Pkte | Aufn. | ED    | HS |
| ---------------- | --- | ---- | ----- | ----- | -- |
| 5. Spielrunde    |     |      |       |       |    |
| Sven Daske       | 2:0 | 150  | 5     | 30,00 | 54 |
| Arnd Riedel      | 0:2 | 40   | 5     | 8,00  | 14 |
| Andre Riethausen | 0:2 | 87   | 9     | 9,66  | 32 |
| Markus Melerski  | 2:0 | 150  | 9     | 16,66 | 50 |
| Roland Gries     | 2:0 | 139  | 15    | 9,26  | 41 |
| Christian Pöther | 0:2 | 120  | 15    | 8,00  | 20 |

## Abschlusstabelle
| MP    | Match Points (Sieger = 2; Unentschieden = 1; Verlierer = 0) |
| Pkte. | Erzielte Karambolagen                                       |
| Aufn. | Benötigte Versuche                                          |
| GD    | Generaldurchschnitt                                         |
| BED   | Bester Einzeldurchschnitt eines Spielers                    |
| HS    | Höchstserie                                                 |
|       | Bester GD des Turniers                                      |
|       | Bester ED des Turniers                                      |
|       | Beste HS des Turniers                                       |
|       | 1. Platz (Gold)                                             |
|       | 2. Platz (Silber)                                           |
|       | 3. Platz (Bronze)                                           |

| Klassement                 | Klassement       | Klassement | Klassement | Klassement | Klassement | Klassement | Klassement |
| Platz                      | Name             | MP         | Pkte.      | Aufn.      | GD         | BED        | HS         |
| -------------------------- | ---------------- | ---------- | ---------- | ---------- | ---------- | ---------- | ---------- |
| 1                          | Sven Daske       | 10:0       | 750        | 30         | 25,00      | 50,00      | 94         |
| 2                          | Arnd Riedel      | 8:2        | 607        | 39         | 15,56      | 50,00      | 112        |
| 3                          | Roland Gries     | 6:4        | 537        | 63         | 8,52       | 9,86       | 48         |
| 4                          | Markus Melerski  | 4:6        | 633        | 41         | 15,43      | 37,50      | 105        |
| 5                          | Christian Pöther | 2:8        | 449        | 45         | 9,97       | 13,63      | 76         |
| 6                          | Andre Riethausen | 0:10       | 353        | 48         | 7,35       | –          | 35         |
| Turnierdurchschnitt: 12,51 |                  |            |            |            |            |            |            |